# Anna Dandolo
Anna Dandolo, död 1258, var drottning av Serbien 1217–1228, som gift med tsar Stefan Nemanja. 